# Джобар
Джобар (араб. جوبر‎) является муниципалитетом сирийской столицы Дамаска. Когда-то историческая деревня на окраине Дамаска, теперь это пригород столицы. Он расположен в 2 км к северо-востоку от старых городских стен. Он содержит наиболее почитаемое место для сирийских евреев, древнюю 2000-летнюю синагогу и храм в память о библейском пророке Илии, который был местом еврейского паломничества на протяжении многих веков. Сегодня 93 % Джобара лежит в руинах из-за затяжной битвы между сирийской армией и различными повстанческими группировками с февраля 2013 года по 23 марта 2018 года.
Это было место военных действий во время сирийской гражданской войны, включая наступление у Джобара, 2017 года.

## История
Один из самых ранних источников, упоминающих о существовании деревни, взят из Талмуда, в котором говорится, что деревня была одной из десяти окрестностей Дамаска, населенных евреями. Рабби Рав Паппа, вавилонский раввин, был записан как молившийся в синагоге Джобара. В средневековый период это была «самая важная и самая продолжительная еврейская община за пределами старых городских стен». Анонимный еврейский путешественник, прибывший через несколько лет после испанской иммиграции (1522), нашел 60 еврейских семей, живущих в деревне Джобар, у которых была «очень красивая синагога.» Ибн Тулун (умер в 1546 году) упоминает, что «Джобар — еврейская деревня с мусульманским присутствием». «Хроника» Джозефа Самбари (1672 г.) гласит, что еврейская община Дамаска в основном жила в Джобаре, а в 1735 г. деревня была населена исключительно евреями.

Документы начала 19-го века описывают владения деревни, которые принадлежали еврейскому вакфу (религиозному фонду) и были сдаваемы в аренду членам других общин. В 1839 году деревня была описана как «… красиво расположенная на зелёном плодородном месте», которая составляла часть сада, который окружает Дамаск. Сообщалось, что жители насчитывают 1000 человек и находятся в «сносно благополучном состоянии». Его население было «полностью еврейским» и управлялось местными еврейскими учреждениями с «небольшой иерархией правителей и подданных». Во время беспорядков после обвинения в ритуальном убийстве против евреев Дамаска в 1840 году толпа напала на синагогу, разграбила её и уничтожила Свиток Торы.
Зима в Дамаске иногда бывает долгой и тоскливой; и когда приходит весна ... евреи начинают посещать Иовара, по некоторым предположениям, построенного на месте древней Хобы. Это большая деревня, расположенная примерно в трех четверти часа езды от города, и полностью заселена мусульманами; но, как ни странно, у евреев есть синагога и несколько комнат при дворе, примыкающих к ней. Там живут только люди, отвечающие за синагогу; но весной и летом мы постоянно видим, как евреи едут на ослах, нагруженных постелями и постельными принадлежностями, и выходят проводить в этих комнатах три-четыре дня или неделю.Мрс. Макинтош 1883, Дамаск и его люди: очерки современной жизни в Сирии [Mrs. Mackintosh, Damascus and Its People: Sketches of Modern Life in Syria]
Существуют противоречивые сообщения с середины 19-го века об этно-религиозной структуре деревни. В 1839 году сообщалось, что деревня «полностью населена евреями». Но в отчете, опубликованном несколько лет спустя в 1847 году, говорилось, что в деревне проживает от трех до четырёх тысяч мусульман, за исключением одной еврейской семьи, которая заботилась о синагоге, и, по словам некоего г-на Грэма, «деревня, люди, синагога и семья, которая населяет её, крайне бедны и несчастны».. В 1869 году посетитель, разузнавая о существовании старой синагоги, спрашивает, существовало ли в деревне постоянное еврейское присутствие. Она продолжает рассказывать, что деревня, тем не менее, является «любимым курортом богатых евреев … Это их парк и кафе. Там они проводят долгие летние дни, часто всю ночь, под кустами винограда и жасмина.». В публикации 1874 года утверждается обратное, что деревня является «главным образом колонией евреев». Вероятно, что еврейское население, должно быть, сократилось, так как к 1893 году Ричард Фрэнсис Бёртон пишет, что «это мусульманская деревня с синагогой, посвященной Илии, и является паломничеством для дамасских евреев», и издание «Поварской книги для Палестины и Сирии» 1907 года гласит, что «Джобар — только мусульманская деревня». Тем не менее, в течение этих лет еврейские посещения деревни продолжались, и в праздничные дни многие из дамасских евреев собирались в синагоге для поклонения.
После создания Государства Израиль евреи в Сирии столкнулись с большей дискриминацией, поскольку сирийское правительство ввело более жесткие ограничения. Еврейская собственность не могла быть продана, а оставленное имущество было конфисковано. Религиозный центр по соседству был захвачен палестинскими арабами, а старая синагога была преобразована в школу для перемещенных арабов.
Район является местом захоронения чудотворного мудреца 16-го века, патриарха раввинской династии Абухатзейра, раввина Шмуэля Эльбаза-Абучатзира. Судьба синагоги остается источником противоречий.

## Проект по сохранению
28 июля 2010 года муниципальные работники убрали несколько телевизионных спутниковых антенн, осуществляя проект реставрации района.